# Tour d'Ordre
La tour d'Ordre, ou aussi tour d'Odre est un phare romain, modifié au Moyen Âge, écroulé en 1644, qui dominait le port de Boulogne-sur-Mer. Il est le premier phare français dont l'existence est avérée,.
Cet édifice disparu n'est connu que par des écrits et des dessins anciens.

## Histoire des phares de Boulogne
L'origine du phare romain remonte aux années 39 ou 40, au moment du projet de débarquement de Caligula en Grande-Bretagne. 
La tour, d'importance militaire, est immédiatement édifiée sur une éminence, près du port de Gesoriacum : on la désigne sous le nom de « phare ou tour de Caligula ». Le projet de débarquement est abandonné, mais la tour remplit son rôle jusqu'à la chute de l'Empire romain et aux invasions de la fin du Ve siècle. 
Abandonnée dans la période qui suivit, elle fut restaurée ou reconstruite, sur ordre de Charlemagne vers 810, selon Éginhard biographe de l'empereur carolingien. 
Elle prit alors son nom de « Tour d'Odre » (ou encore dite « le Vieil Homme »). 

En 1544, lors du siège de Boulogne, les Anglais en font une forteresse par l'adjonction d'un rempart de brique défendu par quatre tours ou bastions d'angles. 

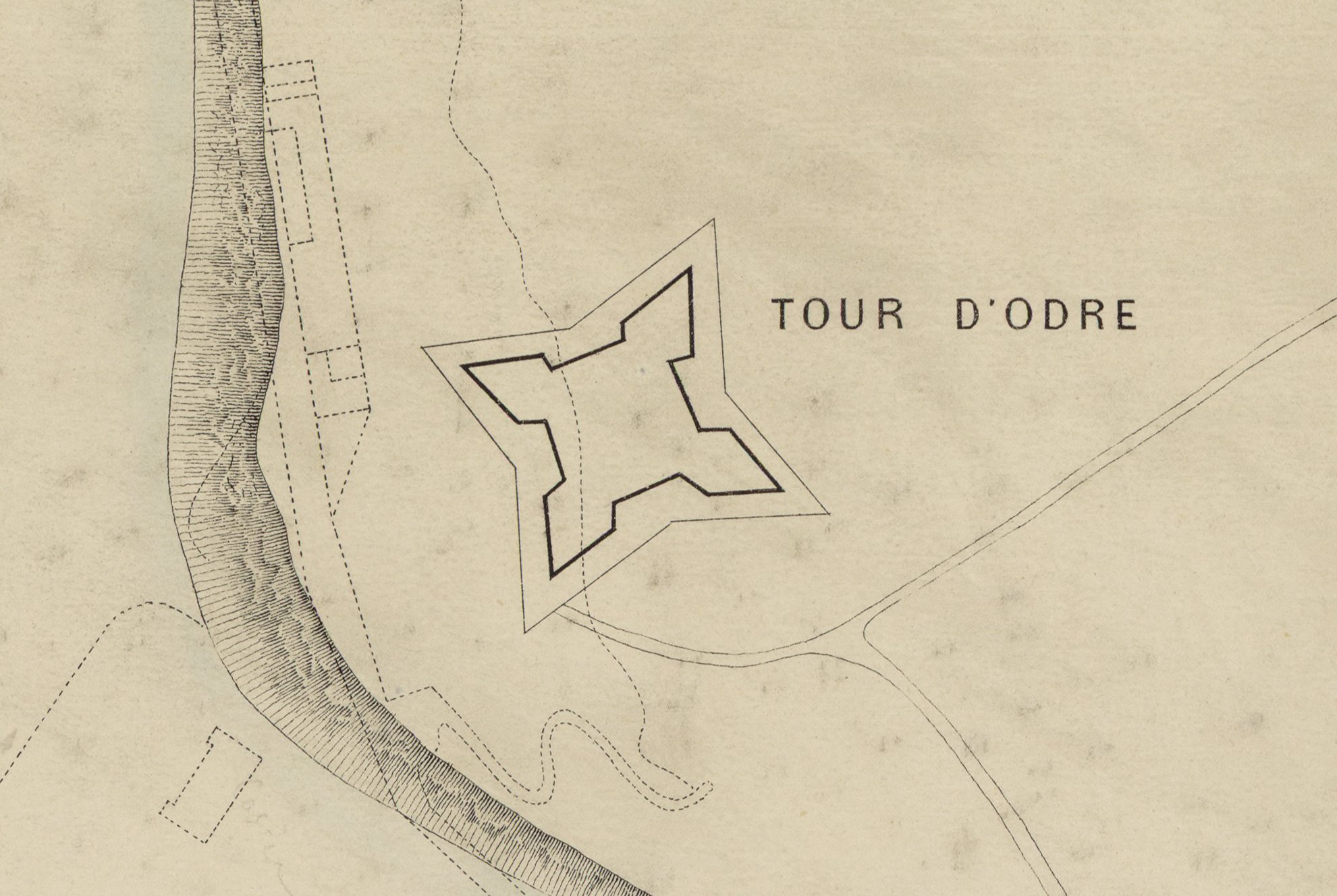
Tour d'Odre avec ses 4 bastions, sur un Plan du port et de la ville de Boulogne en 1544 / Dressé d'après le plan de M. Marmin père l'ingénieur des ponts chaussées Vivenon (Source Gallica). On voit le chemin menant à Thérouanne.

Avec le recul du trait de côte, la falaise a fini par s'éroder et atteindre le bord de la fortification anglaise et dangereusement s'approcher des fondations de la tour.
Le 29 juillet 1644, un dernier bloc de falaise de craie s'effondre en emportant une partie de la tour-phare . Des vestiges restent visibles jusqu'en 1930.

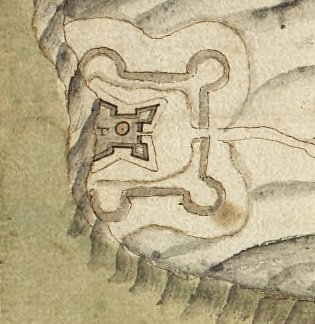
Tour d'Odre au XVIIIe siècle. On voit la régression de la falaise.

Il existe encore à Boulogne-sur-Mer une « rue de la Tour d'Odre », à proximité du site de la tour, près de l'actuel boulevard Sainte-Beuve.

## Variantes du nom et étymologie possible
La forme la plus courante aujourd'hui semble « tour d'Ordre » ; mais « tour d'Odre » est une appellation bien vivante localement, peut-être même plus exacte.
L’Encyclopédie de Diderot et d'Alembert, dans un article signé du chevalier de Jaucourt, propose une étymologie généralement retenue par les commentateurs : 

« Tour d'ordre, (Littérat.) nom que porte le phare de Boulogne, & que M. de Valois rend par les mots de turris ordinis ; cependant ni le mot françois ordre, ni le latin ordo, ne paroissent être l'origine d'une pareille dénomination. Ce phare est très-ancien, & ayant été construit pour diriger le cours des vaisseaux qui abordoient à Boulogne, ville autrefois célèbre par son commerce ; il fut réparé par les soins de Charlemagne. Son ancien nom étoit Ordrans, comme on l'apprend de la vie de S. Folenin évêque de Terrouenne ; mais Ordrans paroît une légère corruption d'Ordans. Plusieurs croient avec assez d'apparence, que turris Ordans s'étoit fait de turris ardens, la tour ardente, ce qui convenoit parfaitement à une tour où le feu paroissoit toutes les nuits. »

D'autres étymologies sont proposées : le nom « Ordre » pourrait aussi provenir d'un lieu-dit voisin, « Hosdre », ou bien provenir du mot celte « aod » signifiant « rivage, côte ».

## Architecture et dimensions
Les sources et l'iconographie décrivent et montrent le phare de Boulogne (tour d'Ordre ou tour d'Odre) comme un haut édifice constitué de douze étages octogonaux disposés en degrés ou en spirale et d'une lanterne propre à émettre le feu. Selon les sources, on relève des hauteurs supposées de 40 m à 65 m.

## Homologues architecturaux
| - Le beffroi de Boulogne (xie siècle), dont la forme évoque aussi un phare antique. - Le phare romain du château de Douvres |

### Le phare jumeau de Douvres
Son correspondant britannique de Douvres, connu sous le nom de « Roman lighthouse » ou encore « Pharos », a été édifié en 43, juste après l'invasion romaine : c'est une tour octogonale de 24 m de haut, qui présente encore aujourd'hui quatre niveaux romains et un couronnement médiéval. On a ainsi une idée de ce que devait être, à l'origine, le phare romain de Boulogne, de même forme, de même date et de même facture.

### Beffroi de Boulogne-sur-Mer
Dans la vieille ville (dont le plan serait peut-être encore celui du camp romain), se trouve une autre tour, le beffroi (XIe siècle, inscrit en 2005 sur la liste du patrimoine mondial par l'UNESCO), aux allures de phare antique, surtout depuis l'adjonction d'un couronnement octogonal en 1720. Cet ancien donjon du château comtal servit de tour de transmission, du temps du télégraphe Chappe.

## Iconographie

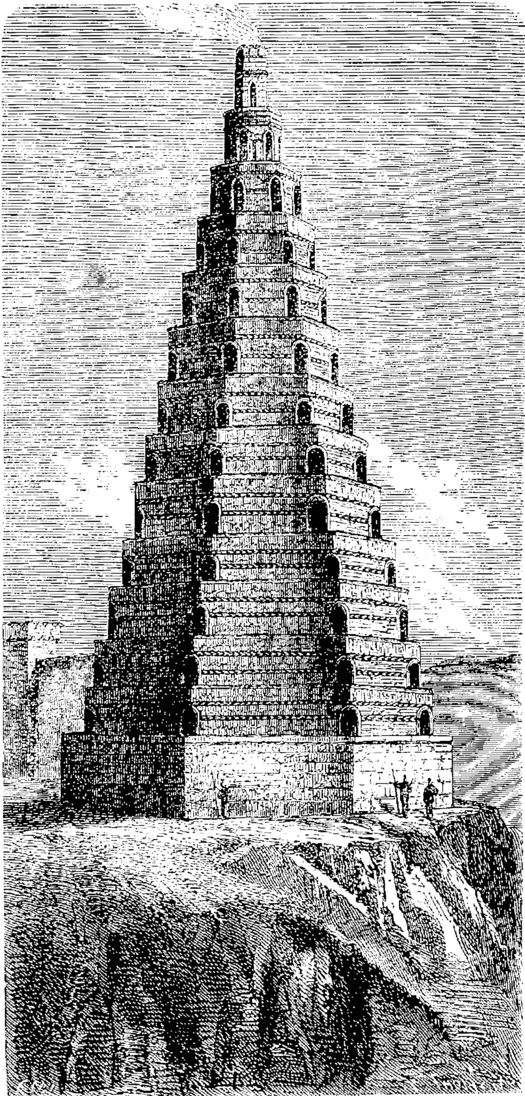
Gravure du XIX^{e} siècle représentant la tour au moyen âge

Un dessin de Joachim Duviert, daté de 1611, montre une tour d'Ordre octogonale à douze degrés, avec une lanterne au sommet. Le phare se trouve au sommet de la falaise ; le port de Boulogne est au premier plan, protégé par des quais maçonnés. Un grand voilier, à l'arrière-plan, a ses parties basses masquées par les vagues. (Dessin de Joachim Duviert (1611))
Une gravure du XVIIe siècle montre la tour entourée de remparts, sur la falaise. On distingue onze niveaux octogonaux, de hauteur et largeur décroissantes, avec une lanterne. Le rempart a des tours carrées ; on distingue trois tours. Les tours et les murs sont crénelés. 
Deux gravures, dans le style des éditions du XIXe siècle, montrent :
- l'une, une vue générale de Boulogne-sur-Mer : on distingue au premier plan la ville, avec ses églises et ses fortifications ; le phare domine l'échancrure du port. On aperçoit la côte anglaise à l'horizon ;
- l'autre, une reconstitution de la tour avec ses douze niveaux octogonaux de largeur décroissante, la lanterne en sus. (Gravures du XIXe siècle).

## Documents

### L'Entréedu roi Henri II à Rouen
Quand Henri II de France obtient des Anglais la reddition de Boulogne (les Anglais avaient occupé la ville après le siège en 1544), le roi organise le 1er octobre 1550 une entrée triomphale à Rouen. Parmi les objets symboliques et allégoriques portés dans le cortège par des soldats figurent des maquettes des forts remportés par Henri à Boulogne, dont le fort dit Paradis, le fort d'Ambleteuse et la tour d'Ordre. La description en vers du spectacle déclare:
Voilà après, O race d'Ilyon

La tour qui est lanterne d'Albyon

Et ce qui plus l'anglois faict ses mains tordre

De rage grant; c'est la haulte tour d'Ordre.

Voilà après, dont sont fort estourdiz,

Par eulx construit le fort de Paradis.

Ceulx qui y ont receu mainct coup de fer,

Plus proprement l'ont appellé Enfer.

Ensuict après qui veilloit à double oeil

Sur vos vaisseaulx l'un & l'autre Ambleteul.
— L'Entrée du très Magnanime très Puissant et victorieux Roy de France Henry deuxisme de ce nom en sa noble cité de Rouen en rithme francoyse, Bibliothèque municipale de Rouen, MS Y 28.

### L’Encyclopédiede Diderot
L’Encyclopédie de Diderot et d'Alembert donne des informations développées dans deux articles signés du chevalier de Jaucourt.
Histoire de la tour d'Ordre et comparaison avec le phare romain de Douvres :

« Un des plus célèbres phares que l'on connoisse, & qui subsistoit encore en 1643, c'est celui de Boulogne sur mer, Bononia, qui s'appelloit aussi autrefois Gessoriacum. Il semble qu'il n'y ait pas lieu de douter que ce ne soit de ce phare dont parle Suétone dans la vie de l'empereur Caïus Caligula qui le fit [p. 489] bâtir. Il y a d'autant plus lieu de croire que l'histoire ne fait mention que d'un phare bâti sur cette côte, & qu'on n'y a jamais remarqué de trace d'aucun autre.
Cette tour fut élevée sur le promontoire ou sur la falaise qui commandoit au port de la ville. Elle étoit octogone; chacun des côtés avoit, selon Bucherius, vingt-quatre ou vingt-cinq piés. Son circuit étoit donc d'environ deux cens piés, & son diametre de soixante - six. Elle avoit douze entablemens ou especes de galeries qu'on voyoit au - dehors, en y comprenant celle d'en bas cachée par un petit fort que les Anglois avoient bâti tout - autour quand ils s'en rendirent maîtres en 1545. Chaque entablement ménagé sur l'épaisseur du mur de dessous, faisoit comme une petite galerie d'un pié & demi; ainsi ce phare alloit toujours en diminuant, comme nous avons vû des autres phares.
Ce phare étoit appellé depuis plusieurs siecles turris ordans, ou turris ordensis. Les Boulonnois l'appelloient la tour d'ordre. Plusieurs croient, avec assez d'apparence, que turris ordans ou ordensis s'étoit fait de turris ardens, la tour ardente, ce qui convenoit parfaitement à une tour où le feu paroissoit toutes les nuits.
Comme il n'y a point d'ouvrage fait par la main des hommes qui ne périsse enfin, soit par l'injure du tems, soit par quelque autre accident, la tour & la forteresse tomberent. Voici comment; cette partie de la falaise ou de la roche qui avançoit du côté de la mer, étoit comme un rempart qui mettoit la tour & la forteresse à couvert contre la violence des marées & des flots; mais les habitans y ayant ouvert des carrieres pour vendre de la pierre aux Hollandois & à quelques villes voisines, tout ce devant se trouva à la fin dégarni, & alors la mer ne trouvant plus cette barriere, venoit se briser au - dessous de la tour, & en détachoit toujours quelques pieces; d'un autre côté, les eaux qui découloient de la falaise, minoient insensiblement la roche, & creusoient sous les fondemens du phare & de la forteresse, de sorte que l'an 1644, le 29 de juillet, la tour & la forteresse tomberent en plein midi. C'est encore un bonheur qu'un boulonnois, plus curieux que ses compatriotes, nous ait conservé la figure de ce phare; il seroit à souhaiter qu'il se fût avisé de nous instruire de même sur ses dimensions.
Ce phare, bâti par les Romains, éclairoit les vaisseaux qui passoient de la Grande - Bretagne dans les Gaules. Il ne faut point douter qu'il n'y en eût aussi un à la côte opposée, puisqu'il y étoit aussi nécessaire pour guider ceux qui passoient dans l'île. Plusieurs personnes croient que la vieille tour qui subsiste aujourd'hui au milieu du château de Douvre, étoit le phare des Romains: d'autres pensent que ce phare étoit situé où est le grand monceau de pierres et de Chaux qu'on voit auprès du château de Douvre, & que les gens du pays appellent la goutte du diable.
L'archevêque de Cantorbéry envoya au P. Montfaucon un plan de ce qu'il croyoit être le phare de Douvre. En fouillant dans un grand monceau de masures, par l'ordre de cet archevêque, on trouva un phare tout à fait semblable à celui de Boulogne, sans aucune différence, ce qui fait juger que celui qui est encore aujourd'hui sur pié, ne fut fait que quand l'ancien eut été ruiné. »

### L'article duMagasin Pittoresque(1847)
La revue ancienne Le Magasin pittoresque, édition de 1847, rapporte les propos de dom Bernard de Montfaucon (Antiquité expliquée, suppl. IV, p. 133) au sujet du phare de Boulogne-sur-Mer, écroulé le 29 juillet 1644 :

« Le phare de Boulogne-sur-Mer qui était un des plus beaux monuments de la magnificence romaine, fut entièrement détruit il y a vingt ans; mais il s'est trouvé par bonheur un dessin fait lorsque le phare subsistait encore, qui m'a été communiqué par le savant P. Lequien, religieux dominicain.
C'était un bâtiment octogone, sa hauteur sans y comprendre les 6 pieds de fondation était de 124 pieds en douze étages qui allaient tous en diminuant vers le haut. Le premier étage avait 224 pieds de circuit et chacun des côtés 28 pieds de longueur. La circonférence du dernier étage était de 40 pieds et le côté de 5. Il y avait une porte à chaque angle et par conséquent 96 portes, non compris celle de la lanterne. L'escalier par lequel on montait au sommet était pratiqué dans le mur extérieur.
Toutes les nuits on y allumait un feu pour guider les vaisseaux qui se trouvaient dans les parages. »

Le Magasin Pittoresque cite deux manuscrits, conservés à la bibliothèque du Louvre :

« Cette tour avait douze entablements ou galeries. Chaque entablement n'était qu'une espèce de diminution dans le mur, laquelle formait une espèce de trottoir d'un pied et demi de large. Par ce moyen, la tour diminuait par degrés comme tous les autres phares, jusqu'à son sommet qui était surmonté d'une arcade dont le plein était carré et servait de foyer. Elle était bâtie de pierres et de briques variées de façon qu'elles formaient un mélange de couleur qui rendait l'aspect total très agréable.
D'abord on voyait trois assises de pierres semblables à celles que l'on trouve sur cette côte et qui sont d'un gris de fer coloré. Ensuite deux assises de pierre jaunâtres et au-dessus de celles-ci deux rangées de briques d'un rouge hardi. L'arrangement de ces matériaux avait lieu dans toute la hauteur du bâtiment.
Cette tour était aussi avant sa chute, accompagnée d'une fort bonne fortification alentour bâtie de briques, bien flanquée et régulièrement construite avec de forts beaux dehors, lesquels avaient été bâtis par les Anglais en 1545, mais cette fortification est tombée du côté de la mer.
Il est bien certain que ladite tour jusqu'au jour de sa chute a servi de phare pour guider les nautoniers  pendant la nuit. Mais à présent qu'elle est chue, le feu se met à un petit bâtiment que l'on a construit non guère loin et dans la même ligne. »

et dans un autre manuscrit :

« La montagne (le bord de la falaise) se prolongeait de 200 toises au-delà de la tour. À cette époque, les Anglais l'environnèrent d'un fort défendu par des tours carrées avec des logements pour une garnison nombreuse. Il y avait une brasserie, un moulin. Ces témoignages semblent montrer que dans l'espace de deux siècles et demi, la mer a détruit et emporté des deux côtés du port une portion de terrain de 400 mètres, de longueur réduite, et que d'après cela, elle a dû en détruire au moins autant pendant les dix-sept siècles antérieurs à ceux-ci.
Quant au nom et donné à ce phare, duquel on a fait Ordre, que l'on a voulu faire dériver d' ardens, il apparaît venir du celtique odr ou odre qui signifie limite, bord, terme, rivage. Le mot odre se trouve dans d'anciens actes du XIVe siècle et sur les anciens plans du pays. D'ailleurs on ne dit jamais autrement qu'odre lorsqu'on parle de la ferme voisine de la tour, et enfin Malbrancq remarque que la porte de Boulogne donnant sur le rivage se nommait anciennement la porte des Limites. Aujourd'hui, cette porte s'appelle la porte des Dunes à cause des sables amoncelés par les vents contre le pied du coteau de la haute ville. 
Le rivage, rapporte encore le Magasin Pittoresque, était «  couvert des débris de la tour et des roches qui supportaient la falaise de 55 mètres de hauteur sur laquelle cette tour se trouvait assise. »